# Kanton Vitry-sur-Seine-2
Kanton Vitry-sur-Seine-2 is een kanton van het Franse departement Val-de-Marne. Kanton Vitry-sur-Seine-2 maakt deel uit van het arrondissement Créteil en telt 45.698 inwoners in 2017.

## Gemeenten
Het kanton Vitry-sur-Seine-2 werd opgericht bij de herindeling van de kantons door het decreet van 17 februari 2014, met uitwerking in maart 2015, en bevat enkel het zuidelijk deel van de gemeente
Vitry-sur-Seine. Het noordelijke deel vormt het kanton Vitry-sur-Seine-1.